# Family Song
「Family Song」（ファミリーソング）は、日本のシンガーソングライター星野源の楽曲。2017年8月16日にSPEEDSTAR RECORDSより10枚目のシングルとして発売された。表題曲は日本テレビ系水曜ドラマ『過保護のカホコ』の主題歌に起用。またシングル収録曲の「肌」は、自身が出演する花王「ビオレu ボディウォッシュ」のCM曲に採用されている。

## 背景
2017年6月29日、前作「恋」から約10か月ぶりに発売される通算10作目のシングルの題名が「Family Song」に決定したことが発表された。また、同年7月21日から放送開始の日本テレビ系のテレビドラマ『過保護のカホコ』の主題歌に起用されることも同時に発表され、あわせて新しいビジュアルも公開された。前作「恋」は、自身も出演したドラマ『逃げるは恥だが役に立つ』の主題歌として書き下ろされたが、今作は自身が出演しないドラマに新曲を提供した。同年7月11日、ニッポン放送のラジオ番組『星野源のオールナイトニッポン』の中でフルコーラスが初オンエアされた。
今作はドラマの脚本を読んだ上で楽曲制作に取り掛かった。星野は家族をテーマにしたソウルミュージックにしたいと思い、「家族とは何ぞや」と考えながら作詞した。楽曲は1960年から70年代初頭のソウルミュージックをモチーフにしているが、歌詞は昔よりも今の家族をテーマに描いている。友達や仕事仲間といった広い意味での「ファミリー」や異性夫婦だけでなく同性夫婦も含めた「ファミリー」など、懐の大きい曲を作りたいという思いで書かれた。
曲のフレーズの一部は2015年5月に放送された『バナナマンのバナナムーンGOLD』（TBSラジオ）において、星野が歌唱した日村勇紀のバースデーソング「日村さん43歳誕生日の歌」から使用されており、「この歌詞とメロディーが凄い好きで、いつか自分の曲で使いたいな」と思っていたという。

## 批評
ROCKIN'ON JAPANのウェブサイトRO69の三宅正一は、「60年代末から70年代初頭のソウルミュージック、もっと言えばフィラデルフィアソウルの系譜に連なるコーラスグループのムードを感じさせる。」とコメント。ミドルテンポをグルーヴさせ歌われるのは、「恋」にも通じる個々人の数だけある多様な人間関係を包括し、そのうえで普遍性を満たす血縁に縛られない「家族の歌」であると評価した。
RO69の小池宏和は、日常をつぶさに捉える筆致の歌詞と、緩やかに抑揚するメロディをソウルフルに歌い上げるミドルテンポのナンバーであり、フィリーソウル風の豊穣なストリングスアレンジに彩られた曲調だと評価。前作「恋」同様、ドラマに寄り添った作風になっており、本来「普通」の基準など存在しないはずの家族の概念を飛び越え、ポップを描いてみせているとコメント。更に、曲調が星野史上に例を見ないほど普遍的なソウルミュージックになっているのは、決して本物っぽいソウルだからとかヴィンテージな作風だから良いということではなく、普遍的な平穏無事な毎日を願う思いの結晶として、この曲調や音像が選ばれていることが素晴らしいとコメントした。
リアルサウンドの森朋之は、表題曲は現代の家族の在り方を温かく描いた曲であり、家族の形が多様化するなか、「人はみんな違う」という当たり前の前提に立ち、その上で「いつまでもそばに居たい」と願うこの曲は、息苦しい閉鎖感とともに生きている現代の日本人にとって、ひとつの救いにつながるはずだと評価した。

## チャート成績
Billboard Japan Hot 100総合シングルチャートでは、2017年7月24日付けのチャートに36位で初登場した。CDシングルセールスポイントが加わった8月28日付けで、総合1位を獲得した。Billboard JapanにCDセールスデータを提供しているサウンドスキャンジャパンの集計によると、シングルCDは発売1週目で193,599枚を売り上げている。前作「恋」は8月20日までの累計で30万枚超を売り上げているが、今作は初動でその2/3をカバーした。シングル・セールス以外にもラジオ1位、ルックアップ1位、Twitter4位、動画再生10位と各指標で高ポイントを獲得した。
オリコン週間シングルランキングでは、2017年8月28日付けで初登場1位を記録。通算10作目のシングルで自身初の1位を獲得した。初週は19.2万枚でシングル自己最高を記録し、今年度のソロアーティストのシングル作品では最高記録となった。

## ミュージック・ビデオ
ミュージック・ビデオの監督は関和亮、美術は吉田ユニ、プロデュースは星野源が担当した。2017年5月にNHKで放送された自身の冠特番『おげんさんといっしょ』の雰囲気が再現されており、星野が母親役、高畑充希が父親役、藤井隆と長岡亮介（ギター）が娘役、河村 "カースケ" 智康（ドラムス）が祖母役、小林創（ピアノ）が息子役を演じている。
しかし、星野源の映像作品「Music Video Tour 2 2017-2022」にて星野源が担当した母親役は、おげんさんとは全くの別人ということが発覚した。

## ライブ・パフォーマンス
2017年8月18日、テレビ朝日の音楽番組『ミュージックステーション』でテレビ初披露。
第68回NHK紅白歌合戦にて3度目の出場を果たして、この楽曲をフルコーラスで披露した。

## 収録曲と規格
| 全作詞・作曲: 星野源。 |                        |           |            |                                                                              |      |
| #                      | タイトル               | 作詞      | 作曲・編曲 | 編曲                                                                         | 時間 |
| 1.                     | 「Family Song」        | 星野源    | 星野源     | 岡村美央（ストリングス、フルートアレンジ）、星野源・島健（コーラスアレンジ） | 5:24 |
| 2.                     | 「肌」                 | 星野源    | 星野源     | 星野源、岡村美央（ストリングス）                                             | 3:59 |
| 3.                     | 「プリン」             | 星野源    | 星野源     | 星野源                                                                       | 2:25 |
| 4.                     | 「KIDS（House Ver.）」 | 星野源    | 星野源     | 星野源                                                                       | 3:34 |
| 合計時間:              | 合計時間:              | 合計時間: | 15:22      |                                                                              |      |

| #  | タイトル                                           | 作詞 | 作曲・編曲 |
| -- | -------------------------------------------------- | ---- | ---------- |
| 1. | 「新春Live 2days「YELLOW PACIFIC」厳選ライブ映像」 |      |            |
| 2. | 「「プリン」Recording Documentary」                |      |            |

## 参加ミュージシャン
- 星野源：Vocal, Guitar, Bass, TR-8, Chorus, Handclap
- 河村"カースケ"智康：Drums, Tambourine, Shaker, Handclap
- ハマ・オカモト（OKAMOTO'S）：Bass, Chorus, Handclap
- 伊賀航：Bass
- 小林創：Piano
- 櫻田泰啓：Wurlitzer
- 長岡亮介（ペトロールズ,ex.東京事変）：Guitar, Chorus, Handclap
- 石橋英子：Analog Synthesizer, Chorus
- 武嶋聡：Flute
- 岡村美央・城戸喜代・入江茜・黒木薫・藤家泉子・加藤玲名・伊勢三木子・三浦道子：1st Violin
- 伊能修・下川美帆・伊勢三木子・高橋暁：2nd Violin
- 菊地幹代・舘泉礼一：Viola
- 笠原あやの・村中俊之：Cello
- ペトロールズ：Chorus
- OKAMOTO'S：Chorus

## チャートと認定
| チャート（2017年）                         | 最高 順位 |
| ------------------------------------------ | --------- |
| 日本 （Billboard Japan Hot 100）           | 1         |
| 日本 （Billboard Japan Top Singles sales） | 1         |
| 日本 （Billboard Japan Radio Songs）       | 1         |
| 日本 （オリコン）                          | 1         |